# Rose Dione

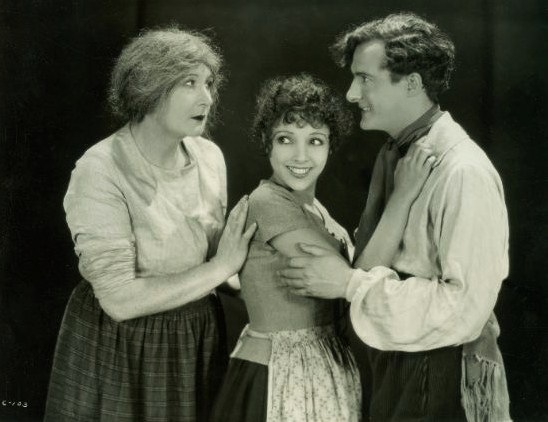
Rose Dione (links)

Rose Dione (* 22. Oktober 1875 in Paris, Frankreich; † 29. Januar 1936 in Los Angeles, Vereinigte Staaten) war eine Filmschauspielerin.

## Leben
Rose Dione begann ihre Karriere in der Stummfilmzeit mit Fleur des Maquis (1910). Sie hatte Rollen in Suds (1920), Der kleine Lord (1921) und trat als Herodias in Salome (1923) auf. Zu ihren letzten Stummfilmen gehörte Der Bettelpoet aus dem Jahr 1927. Ferner spielte sie 1926 die Herzogin in The Duchess of Buffalo und 1932 die Madame Tetrallini in dem Tonfilm Freaks. Im selben Jahr hatte sie in The King Murder ihre letzte Filmrolle.

## Filmografie (Auswahl)
- 1910: Fleur des maquis (Kurzfilm)
- 1919: The Secret Garden (Kurzfilm, Verschollen)
- 1919: It Happened in Paris (Kurzfilm, Verschollen)
- 1920: The Luck of the Irish
- 1920: Suds
- 1921: Die vier Reiter der Apokalypse (The Four Horsemen of the Apocalypse)
- 1921: Sei mein Weibchen (Be My Wife)
- 1921: Der kleine Lord (Little Lord Fauntleroy)
- 1923: Salome
- 1923: Scaramouche
- 1924: Die Liebesaffären des Beau Brummel – Glück und Ende des englischen Casanovas (Beau Brummel)
- 1926: Paris
- 1926: Hoheit inkognito (The Duchess of Buffalo)
- 1926: Die Kameliendame (Camille)
- 1927: Das Galeerenschiff (When a Man Loves)
- 1927: Der Bettelpoet (The Beloved Rogue)
- 1927: Die letzten Tage von San Francisco (Old San Francisco)
- 1928: Bringing Up Father
- 1930: Women Everywhere
- 1931: Helgas Fall und Aufstieg (Susan Lenox (Her Fall and Rise))
- 1932: Freaks – Missgestaltete (Freaks)
- 1932: Back Street
- 1932: The King Murder